# Cteipolia lithophila
Cteipolia lithophila är en fjärilsart som beskrevs av Kapur 1962. Cteipolia lithophila ingår i släktet Cteipolia och familjen nattflyn. Inga underarter finns listade i Catalogue of Life.